# 베로니카 산체스
베로니카 산체스(Verónica Sánchez, 1977년 7월 1일 ~ )는 스페인의 배우이다.

## 출연 작품
- 초능력자2018: 염력 (2010)
- 팻 피플 (2009)
- 13송이 장미 (2007)
- 투 사이즈 오브 더 베드 (2005)